# Окинавские боевые искусства

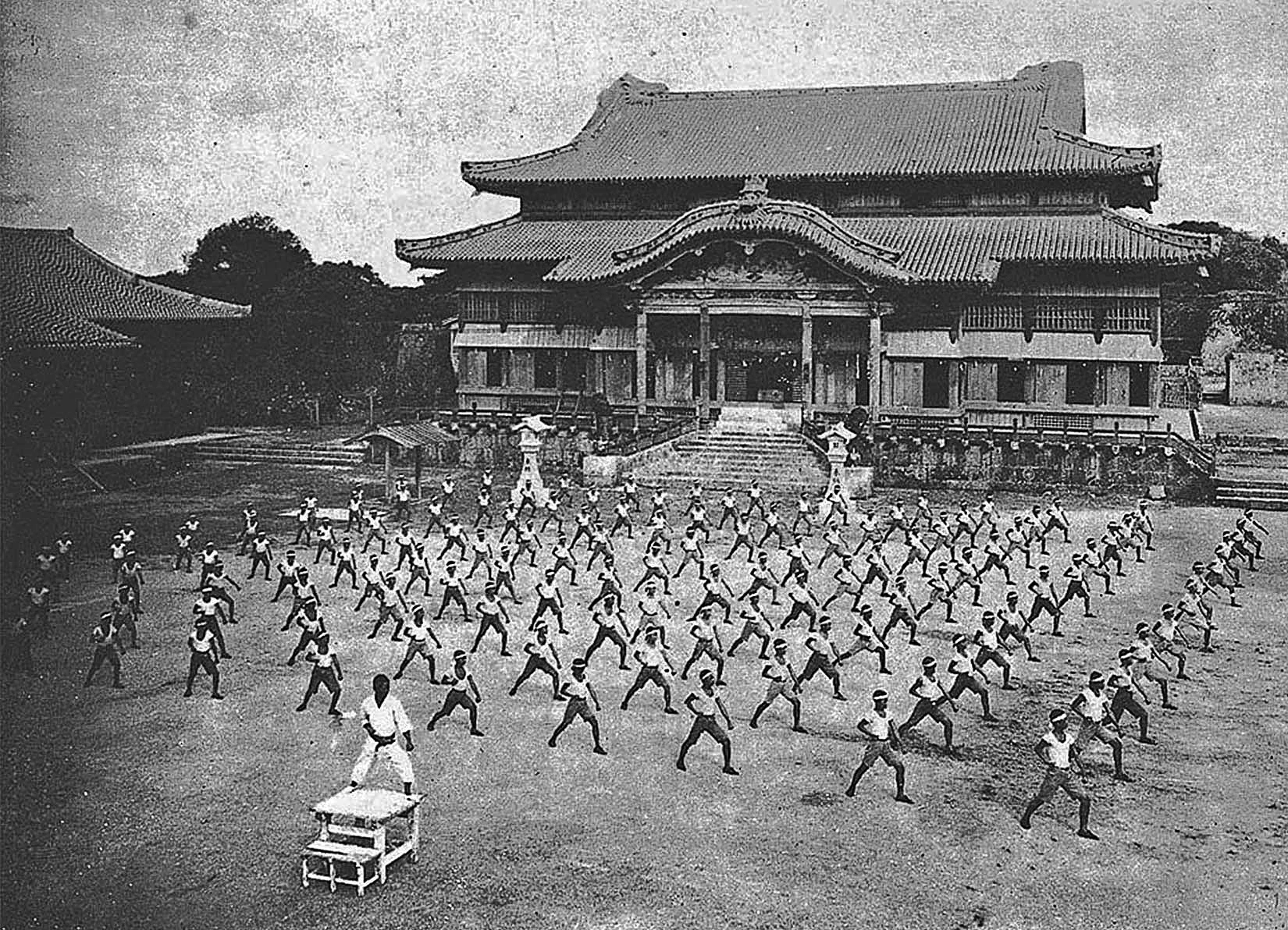
Тренировка карате у замка Сюри, Окинава, 1938 год

Окинавские боевые искусства – боевые искусства, место происхождения которых остров Окинава, самые известные из которых карате, кобудо и тегуми. Благодаря своему центральному расположению, Окинава находилась под влиянием различных культур с длительной историей торговли и культурного обмена, в том числе Японии, Китая и Юго-Восточной Азии, которые оказали огромное влияние на развитие боевых искусств на Окинаве.

## История
Предполагается, что единоборства-предшественники современных боевых искусств привнесены на Окинаву в VII веке посетителями из Китая монахами-буддистами и даосистами. Практика применения этих стилей на Окинаве на протяжении нескольких веков привела к развитию искусства Те (яп. 手, окинавский: Ти – «рука») .
В 1429 году три княжества на острове Окинава были объединены, сформировав королевство Рюкю.
Когда король Сё Син пришёл к власти в 1477 году, он запретил практику боевых искусств, но единоборства тотэ и кобудо продолжались преподавать в тайне. Запрет был продолжен в 1609 году после того, как Окинава была захвачена самураями японского княжества Сацума. Запреты внесли существенный вклад в развитие кобудо, который использует обычные бытовые и сельскохозяйственные орудия труда в качестве оружия. Жители Окинавы комбинировали китайские боевые искусства с существующими местными вариантами для формирования Тотэ . Тотэ (тодэ, то-тэ, окинава-тэ) — общее название боевых искусств Окинавы, имеющие китайское происхождение. Дословно «тотэ» переводится как «танская рука» или «рука (династии) Тан». Классический Китай у японцев, в том числе и у жителей Окинавы, ассоциировался именно с эпохой китайской династии Тан. Соответственно и понятие «тотэ» означало «китайская рука» («китайский стиль»). Именно это значение содержит в себе японское прочтение иероглифов, передававших название «тотэ» — карате.
В XVIII веке различные типы Те были разработаны в трёх населённых пунктах: Сюри, Наха и Томари. Стили были названы Сюри-тэ, Наха-тэ и Томари-тэ, соответственно.